# Природничий університет (Люблін)

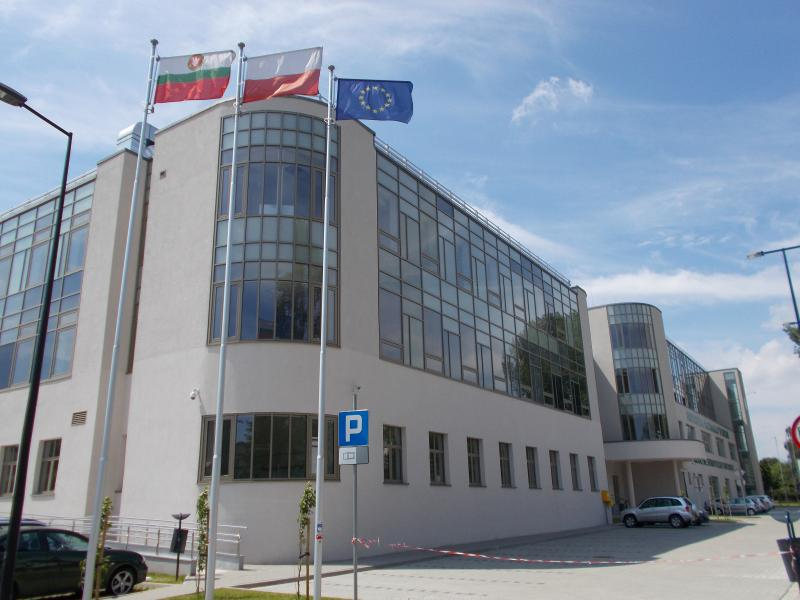
Корпус Інноваційного центру патології i терапії тварин – факультет ветеринарії

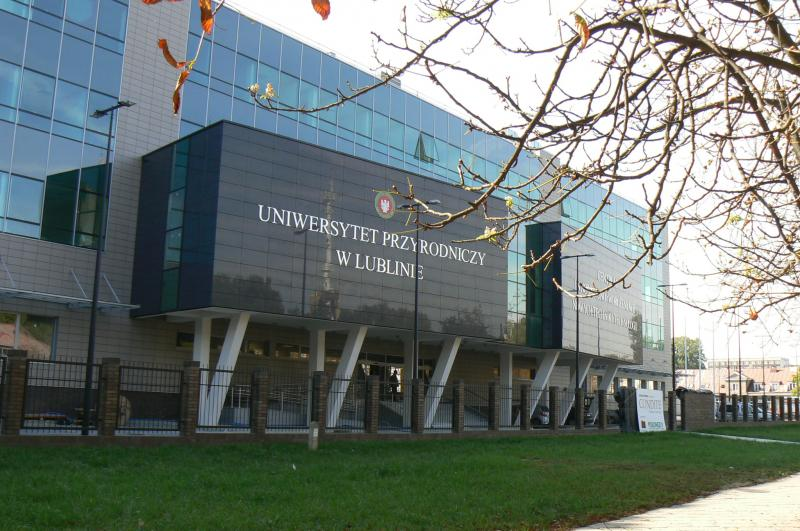
Центр інновацій і реалізації нових технік і технологій сільськогосподарської інженерії

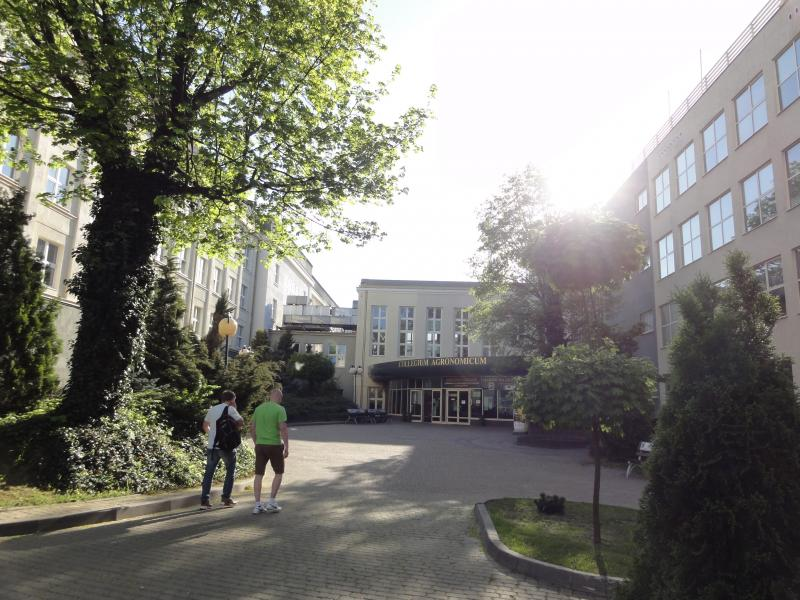
Collegium Agronomicum, Природничий університет у Любліні

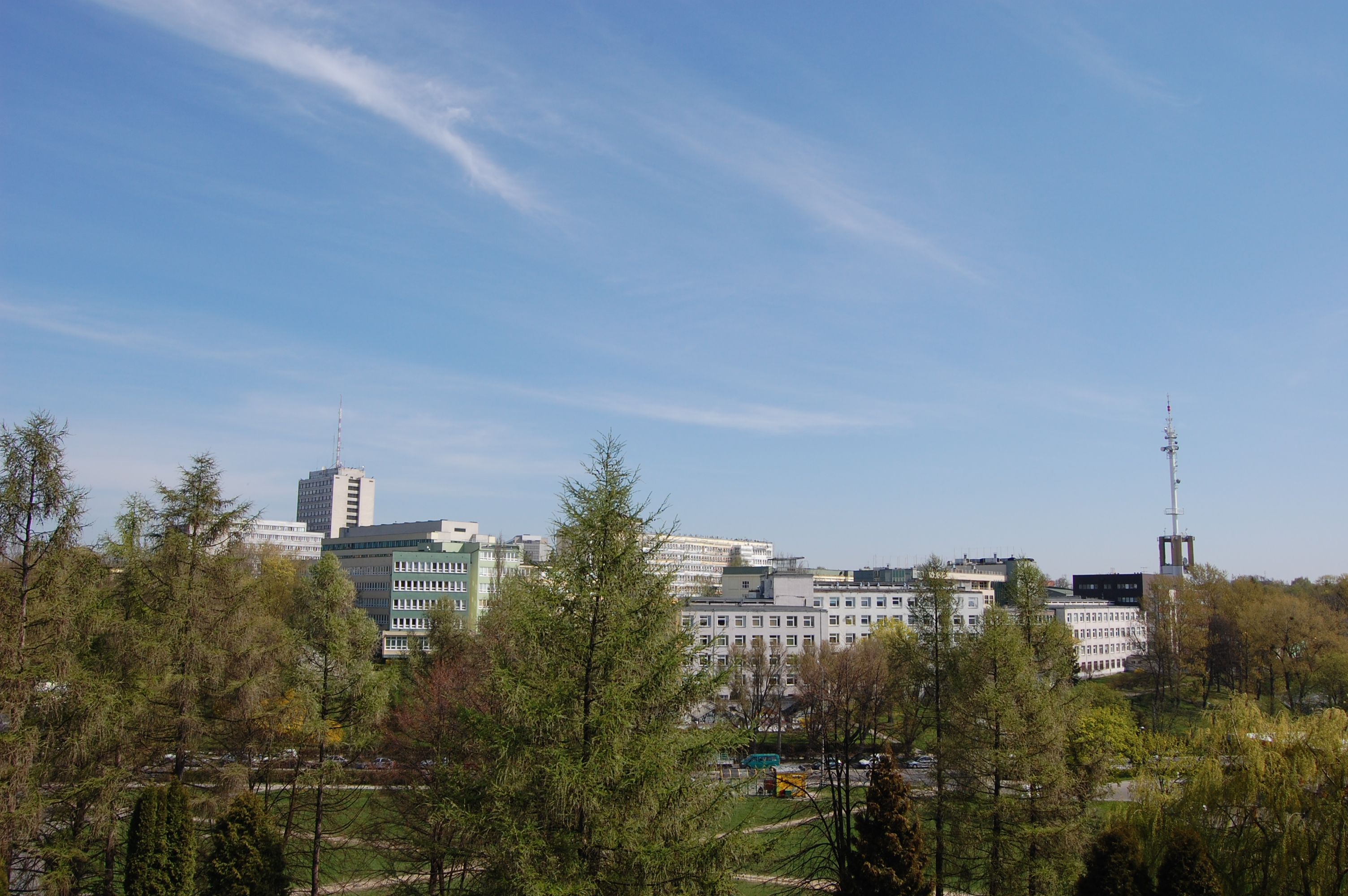
Академмістечко у Любліні, гуртожитки ПУ

Природничий університет у Любліні  (пол. Uniwersytet Przyrodniczy w Lublinie, раніше — Сільськогосподарська академія у Любліні) — державний навчальний заклад у Любліні, який розпочав самостійне функціонування у 1955 році, має багатопрофільний характер, об’єднує наступні науки: сільськогосподарські, біологічні, ветеринарні, технічні i економіко-суспільні. Науковий потенціал зосереджено на семи факультетах.     

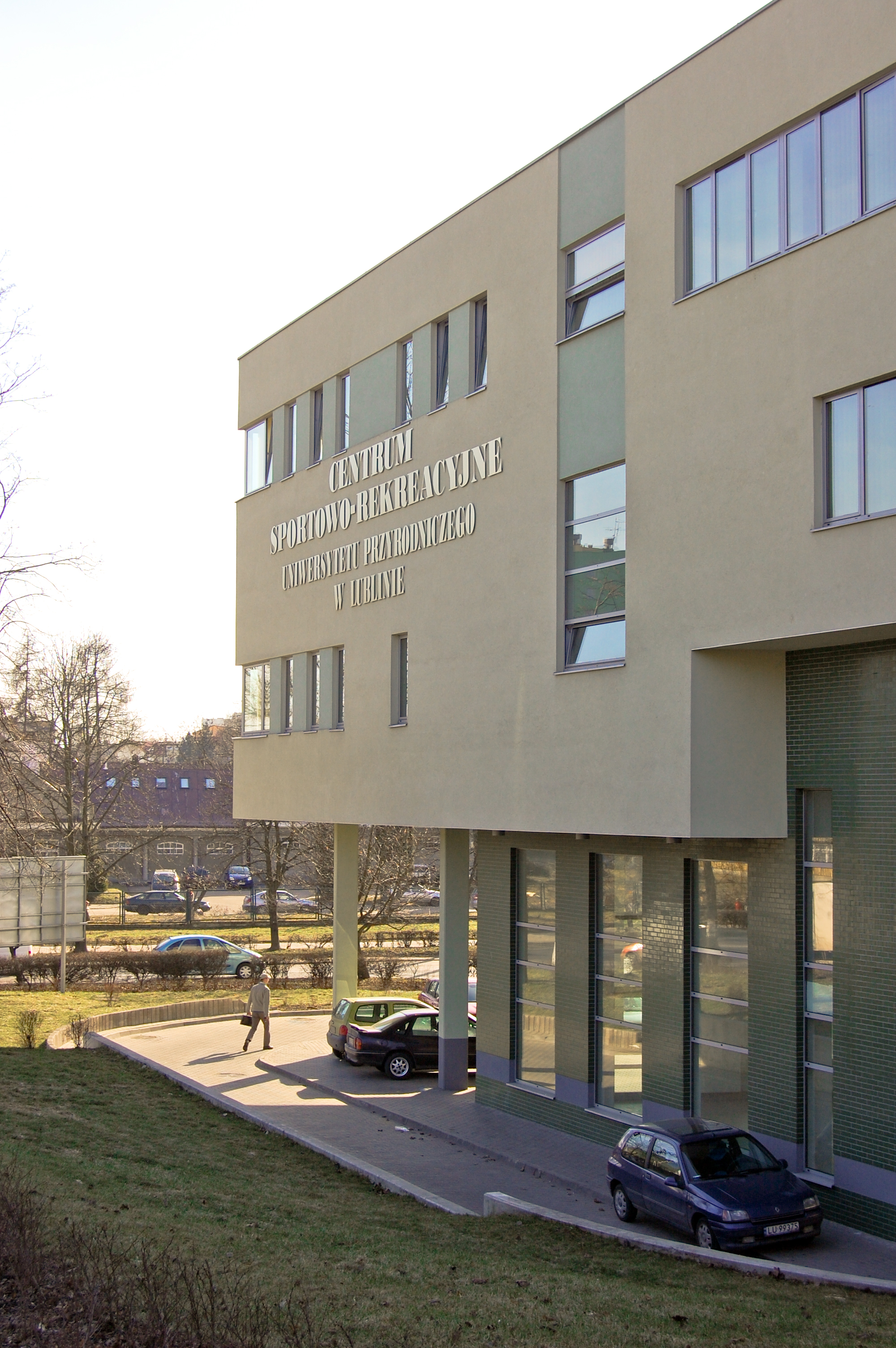
Спортивно-оздоровчий центр ПУ

## Історія
Історія і традиції університету сягають 1944 року. Тоді у Любліні було засновано вищий навчальний заклад – Університет Марії Кюрі-Склодовської. Він складався з чотирьох факультетів: медичного, природничого, сільськогосподарського і ветеринарного. У 1953 році був заснований зоотехнічний факультет.
У 1955 році, на хвилі виникнення нових вищих навчальних закладів, тогочасний ректор УМКС проф. Богдан Добжанський отримав наказ утворити із сільськогосподарського, ветеринарного і зоотехнічного факультетів окремий науково-викладацький та дослідницький вищий науковий заклад.               
Розвиток навчального закладу, розширення діяльності, призвели до приєднання двох наступних факультетів у 1970 році: садівництва (з 2010 року садівництва і ландшафтної архітектури) і сільськогосподарської техніки (з 2003 року інженерії виробництва). Розпорядженням Ради Міністрів від 23 вересня 1972 року університет отримав нову назву. З того часу, більше як 35 років, заклад називався Сільськогосподарською академією у Любліні.
Сільськогосподарський факультет був створений у 1960 році, а у 2007 році отримав назву факультету агробіоінженерії, ветеринарний факультет у 1991 році змінив назву на факультет ветеринарної медицини, а зоотехнічний факультет з 1998 року перейменовано на факультет біології і вирощування тварин (з 2016 року – факультет біології, наук про тварин і біотехнології). У травні 2005 року Сенат погодив шостий факультет – наук про харчування і біотехнології, а у 2006 році сьомим факультетом став факультет сільськогосподарських наук у Замості (колишній Інститут сільськогосподарських наук), який діяв до 2015 року. 
У 2008 році Сейм Республіки Польща проголосував за закон про надання нових назв деяким сільськогосподарським академіям. Урочиста зміна назви на Природничий університет у Любліні відбулась 17 квітня 2008 року. 
У ХХІ столітті університет розширив  свою науково-дослідницьку інфраструктуру, використовуючи фонди Європейського союзу. У 2012 році було здано в експлуатацію будівлю головної бібліотеки, через рік – Центр інновацій і реалізації нових технік і технологій сільськогосподарської інженерії, а у 2015 – Інноваційний центр патології і терапії тварин. 

## Перелік ректорів
Ректори Університету з 1955 року:
- проф. зв. д. н. Богдан Добжанський  (1955–1959)
- проф. зв. д. н. Стефан Жємніцький  (1959–1965)
- проф. зв. д. н. Мар’ян Хом’як  (1965–1968)
- проф. зв. д. н. Богдан Добжанський  (1968–1969)
- проф. зв. д. н. Евальд Сасімовський  (1969–1972)
- проф. зв. д. н. Януш Валенто (1972–1981)
- проф. зв. д. н. Едмунд Прост (1981–1987)
- проф. зв. д. н. Чеслав Тарковський  (1987–1990)
- проф. д. н. Юзеф Нужинський  (1990–1996)
- проф. д. н. Мар’ян Весоловський (1996–2002)
- проф. д. н. Зджіслав Таргонський  (2002–2008)
- проф. д. н. Мар’ян Весоловський  (2008–2016)
- проф. д. н. Зиґмунт Літвінчук  (2016-2020)
- проф. д. н. Кшиштоф Ковальчик (з 2020)

## Керівництво університету
Керівництво університету (2020-2024):
- ректор: проф. д. н. Кшиштоф Ковальчик
- проректор з питань науки та міжнародної співпраці: д. н. Бартош Соловєй, проф. ПУ
- проректор з питань розвитку університету: д. н. Адам Вашькоб проф. ПУ
- проректор з питань студентських справ та дидактики, Уршуля Кошьор-Кожецка, проф. ПУ
- проректор з питань персоналу: проф. д. н. Анджей Марчук

## Факультети і напрями навчання
На сьогоднішній день університет дає можливість розпочати навчання усіх ступенів на сорока напрямках, які існують в рамках семи факультетів.
- Факультет агробіоінженерії:
  - агробізнес
  - агролісництво
  - біобізнес
  - біоінженерія
  - економіка
  - лісництво
  - сільське господарство
  - туризм і рекреація
  - управління земельними ресурсами
  - управління простором
- Факультет ветеринарної медицини:
  -  
ветеринарія
  - ветеринарна аналітика
- Факультет наук про тварин і біоекономіки:
  - бджільництво в агроекосистемах
  - безпека і гігієна праці
  - безпека продуктів харчування
  - безпека і сертифікація продуків харчування
  - біхевіоризм тварин
  - гіпологія і кінний спорт
  - догляд за тваринами та пет-терапія
  - зоотехніка
  - консультування у сільській місцевості
  - молочне виробництво
  - охорона навколишнього середовища
  - управління виробництвом і переробкою молока
  - фізична активність і кваліфікована агротуристика
- Факультет садівництва і ландшафтної архітектури:
  - гербологія і фітопродукти
  - енологія і виробництво сидру
  - консультування у сфері садівництва
  - ландшафтна архітектура
  - містобудування та зелені насадження
  - охорона рослин і фітосанітарний контроль
  - садівництво
  - садове мистецтво та рослинні композиції
- Факультет інженерії виробництва:
  - біоенергетика
  - геодезія і картографія
  - інженерія навколишнього середовища
  - інженерія хімічно-технологічних процесів
  - інженерія харчової промисловості
  - сільськогосподарська і лісова техніка
  - транспорт і логістика
  - управління та інженерія виробництва
- Факультет наук про харчування і біотехнології:
  - біотехнологія
  - дієтологія
  - гастрономія і кулінарне мистецтво
  - технологія харчових продуктів та харчування людини
- Факультет екологічної біології:
  - біологія
  - біобезпека і кризове управління
  - біокосметологія
  - екореабілітація
  - охорона навколишнього середовища

## Навчання англійською мовою
Бакалаврат:
- догляд за кіньми
- тваринництво та молочне виробництво
- управління та виробниче машинобудування

Магістратура:
- агрономія
- ветеринарна медицина (5,5 років - неперервне магістерське навчання)
- містобудування та зелені насадження
- охорона рослин та фітосанітарний контроль
- управління та виробниче машинобудування
- харчові технології та харчування людини

## Існуючі повноваження
Природничий університет у Любліні має повноваження до присвоєння наступних наукових ступенів:
- кандидата сільськогосподарських наук з дисциплін: агрономії, сільськогосподарської інженерії, зоотехніки, технології харчових продуктів та харчування людини, садівництва, а також охорони і формування навколишнього середовища;
- кандидата ветеринарних наук;
- доктора сільськогосподарських наук з дисциплін: агрономії, сільськогосподарської інженерії, зоотехніки, технології харчових продуктів та харчування людини, садівництва;
- доктора ветеринарних наук.

Університет має повноваження до здійснення навчання на першому (бакалаврат) і другому (магістратура) рівнях, а також ведення неперервного магістерського навчання (ветеринарія), здійснення навчання на третьому ступені (кандидат наук), а також пропонує післядипломне навчання та навчання англійською мовою 

## Академічна база
Природничий університет у Любліні зосереджує свою основну діяльність у двох мікрорайонах Любліна – у мікрорайоні Фелін, а також на південь від студмістечка (перехрестя вул. Глибокої і вул. Університетської). В мікрорайоні Фелін знаходяться студентські гуртожитки („Бродвей” i „Манхеттен”), дослідні господарства, навчальні будівлі на вул. Досвядчальній i вул. Добжанського. У районі вул. Глибокої i Академіцької знаходяться головні корпуси університету: ректорат, головна бібліотека, більшість факультетів, ветеринарні клініки, а також спортивно-відпочинковий центр із басейном і спортивними залами.
На вул. Глибокій 28 знаходиться Центр інновацій і реалізації нових технік і технологій сільськогосподарської інженерії, який є головним корпусом для факультету інженерії виробництва і частини кафедр факультету садівництва і ландшафтної архітектури.
Недалеко, на території студентського містечка, знаходяться три студентські гуртожитки («Цебіон», «Додек» і «Ескулап»). Частина корпусів університету знаходиться на вул. Скромній (факультет наук про харчування і біотехнологію), у центрі міста (на вул. Лещинського – факультет садівництва і ландшафтної архітектури).

## Студентське життя
У Природничому університеті у Любліні діє студентське самоврядування з Радою студентського самоврядування, а також багато наукових кіл і студентських організацій. Найбільшим студентським проектом є організація Фелін’яди – частини Люблінських днів студентської культури. 
Існують культурні організації, такі як студентський хор (другий найстарший студентський хоровий колектив у Любліні, виник у 1952 році,) а також колектив пісні і танцю «Явір» (заснований у 1960 році), які зосереджені у Центрі культури і фольклору села. До нових ініціатив належить секція бальних танців El Centro.
В університеті діє також Конгрес-центр (одна з найбільших зала для глядачів у Любліні).

## Міжнародна співпраця
Природничий університет у Любліні співпрацює з науково-дослідницькими закладами у: Бельгії, Китаї, Росії, Словаччині, Україні, а також в Італії. У рамках співпраці реалізуються спільні проекти наукового і освітнього характерів, а також програми міжнародного студентського обміну.

Університет бере участь у програмі Erasmus+ і має понад 60 підписаних умов з партнерськими університетами. 
1. ↑  https://radon.nauka.gov.pl/dane/profil/bc05e3e9-35c4-47a4-be34-d13dd35fd0bf